# اکتاواریوم
اکتاواریوم (به انگلیسی: Octavarium) هشتمین آلبوم گروه پراگرسیو متال آمریکایی دریم تیتر است که در ۷ ژوئن ۲۰۰۵ عرضه شد.
با اکتاواریوم گروه تصمیم به ساخت یک آلبوم کلاسیک از نوع دریم تیتر گرفت. در این آلبوم برای اولین بار از ارکستر در آثار گروه استفاده شده و ساختار آلبوم بر اساس مفهوم هشتگان بنا نهاده شده‌است. واژه اکتاواریوم نیز معنی «هشت‌گون» را می‌دهد.
در این آلبوم آهنگِ همنام آلبوم یعنی «اکتاواریوم» با مدت زمان ۲۴ دقیقه یک آهنگ چندبخشی و طولانی‌ترین ترانهٔ آلبوم است که شدیداً از آثار گروهای پراگرسیو راک مانند یس، جنسیس و پینک فلوید تأثیر گرفته‌است. پیش‌درآمد بی‌کلام ابتدایی این آهنگ بشدت تحت تأثیر آهنگ شاین آن یو کریزی دایماند گروه پینک فلوید ساخته شده و علاوه بر این، این آهنگ اشاراتی به اشعار و عناوین آهنگ‌های گروه‌های پراگرسیو راک دارد.
آهنگ «Sacrificed Sons» (پسران قربانی‌شده) نیز با بیش از ده دقیقه زمان جزو ترانه‌های بلند آلبوم است که توسط جیمز لابری خوانندهٔ گروه نوشته شده و در ارتباط با حملات ۱۱ سپتامبر است.
آلبوم در کشورهای ایتالیا، فنلاند و سوئیس جزو ۵ آلبوم اول قرار گرفت و بازخوردهای مناسبی را نیز از سوی منتقدان دریافت کرد.

## پیش‌زمینه
پس از به اتمام رساندن تور امریکای شمالی و حمایت از گروه یِس ،یکی از گروه‌های تأثیرگذار بر آن‌ها، در تابستان ۲۰۰۴ گروه بمدت دو ماه به استراحت پرداخت. پس از آن اعضای گروه در استودیوی The Hit Factory واقع در نیویورک سیتی در نوامبر ۲۰۰۴ دوباره گرد هم آندند تا کار بر روی هشتمین آلبومشان را آغاز نمایند. در این استودیوی ضبط هنرمندانی مانند مایکل جکسون، مدونا، یو۲، استیوی واندر و جان لنون آثاری را ضبط کرده بودند و تصمیم براین بود که استودیو بسته شود و دریم تیتر آخرین گروهی است که در این استودیو ضبطی را انجام می‌دهد.

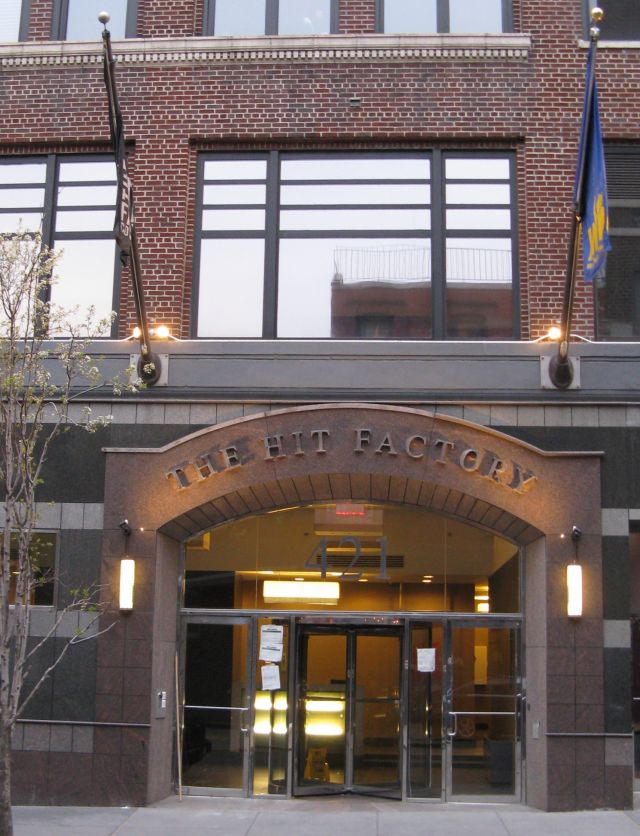
استودیوی که آلبوم در ان ضبط شد ،هیت فکتوری.

پس از نوشتن آلبوم مفهومی صحنه‌هایی از یک خاطره، آلبوم دودیسکهٔ شش درجه آشفتگی درونی و رشته افکار که آخری روی متال تمرکز کرده بود؛ گروه تصمیم گرفت که آلبومی کلاسیک از نوع دریم تیتر را ایجاد کند.
کیبوردیست گروه، جردن رودس، این را به کوششی واقعی و گروهی برای ساخت آلبوم و هم چنین طراحی تمام استایل‌هایی که از آن تأثیر گرفته‌اند شرح می‌دهد. در اکتاواریوم گروه قصد ایجاد آلبومی با پیچیدگی کمتر را داشت؛ شامل ترانه‌هایی که رودس به آن‌ها به عنوان «راحت‌تر درک‌شونده» نگاه می‌کند؛ گرچه ترانهٔ بیست و چهاردقیقه‌ای همنام آلبوم را به همان اندازه ساده و قابل درک نمی‌داند.
گیتاریست گروه، جان پتروچی، عنوان کرده بود که آن‌ها می‌خواهند روی نوشتن آهنگ‌های قوی تمرکز کنند. درامر گروه، مایک پورتنوی، این ادعا را که گروه با اکتاواریوم تلاش کرد تا آلبومی تجاری‌تر را بنویسد را رد کرد. او گفت که ما گروه‌هایی نظیر کولد پلی و یو۲ و همچنین ترانه‌های کوتاهتر را دوست می‌داریم. پورتنوی عنوان کرده بود که گروه پس از نوشتن شش درجه آشفتگی درونی و رشته افکار برای مدتی ترانه‌های با مدت زمان کوتاهتر را ننوشته بود. او گفت که گروه فهمیده که نوشتن ترانه‌های با زمان بلندتر از نوشتن ترانه‌های کوتاتر برایش آسان‌تر است.
گروه پیش‌تر قطعه موسیقی‌یی در استایلِ ارکسترال را به عنوان پیش‌درآمد آلبومِ شش درجه آشفتگی درونی نوشته بود؛ اما آن را با استفاده از کیبرد ضبط کرده بود. ترانه‌های «جواب، دروغ است»،«پسران قربانی‌شده» و «اکتاواریوم» نخستین ترانه‌های دریم تیتر است که به همراهی ارکستر ضبط شده‌است. رهبری این ارکستر بر عهدهٔ جمشید شریفی (کسی که در یک زمان به همراه پورتنوی، میانگ و پتروچی در کالج موسیقی برکلی تحصیل می‌کرد) بود.ارکستر بر پایه‌ی توانایی آن‌ها در اجرای از راه خواندن و بدون تمرین از قبل انتخاب شده بود که اجازه می‌داد همه‌ی قطعه‌ها و بخش‌های آن‌ها در بیشینه دو بار ضبط بشود.

## مفهوم
هنگامیکه کار بر روی آنچه که می‌خواست بعدها اکتاواریوم شود شروع شد؛ درامر، مایک پورتنوی، عنوان کرد که این هشتمین آلبوم استودیویی آن‌ها خواهد شد و آنچه که گروه اخیراً منتشر کرده یک آلبوم زنده به نام زنده در بودوکان بود.در این آلبوم مفهوم هشتگان بروی کیبُرد موسیقی منعکس شده‌است: هر هشتگان شامل پنج علامت عرضی و هشت نت عادی است. پورتنوی پیشنهاد داده بود که آلبوم کاملاً پیرامون مفهومی باشد. هنگام نوشتن؛ هر آهنگ به یک کلید خاص سپرده شد.از افکت‌های صوتی مابین آهنگ‌ها برای متصل کردن آن‌ها به هم قرار داده شد. برای نمونه آهنگ «ریشهٔ همهٔ بدی‌ها» در کلید F نوشته شده، و آهنگ پشت سر آن،«جواب، دروغ است»، در کلید G نوشته شده‌است که مابین این دو را یک افکت صوتی در کلید F# قرار دادند. عناوین آهنگ‌ها و اشعار آلبوم اشاره‌هایی به این مفهوم دارند. پورتنوی برای نمونه دو مورد را عنوان کرد: در آهنگ «ریشهٔ همهٔ بدی‌ها» واژهٔ ریشه اشاره به گام موسیقی ریشه است؛ همچنین اکتاو که در عنوان آلبوم از آن استفاده شده‌است.
ترانهٔ آغازین آلبوم،«ریشهٔ همهٔ بدی‌ها»، با نوت پایانی از آهنگ «بنام خداوند» آلبوم قبل گروه، رشته افکار، آغاز می‌شود. خود آلبومِ رشته افکار نیز با نوت پایانی آهنگ همنام آلبوم قبل خود، شش درجه آشفتگی درونی، آغاز می‌شد که این نیز با سرو صدای پایانی ترانهٔ «Finally Free» از آلبوم صحنه‌هایی از یک خاطره شروع می‌شود. پورتنوی این را از کارهای گروه ون هالن تأثیر گرفته بود. پورتنوی از نوت آغازین آلبوم در پایان آلبوم نیز استفاده کرده که این کار وی آلبوم را به حالت چرخشی درآورد و اجازه داد که گروه یک آغاز شفاف و روشنی را برای آغاز آلبوم بعد خود داشته باشد.

### محتوا

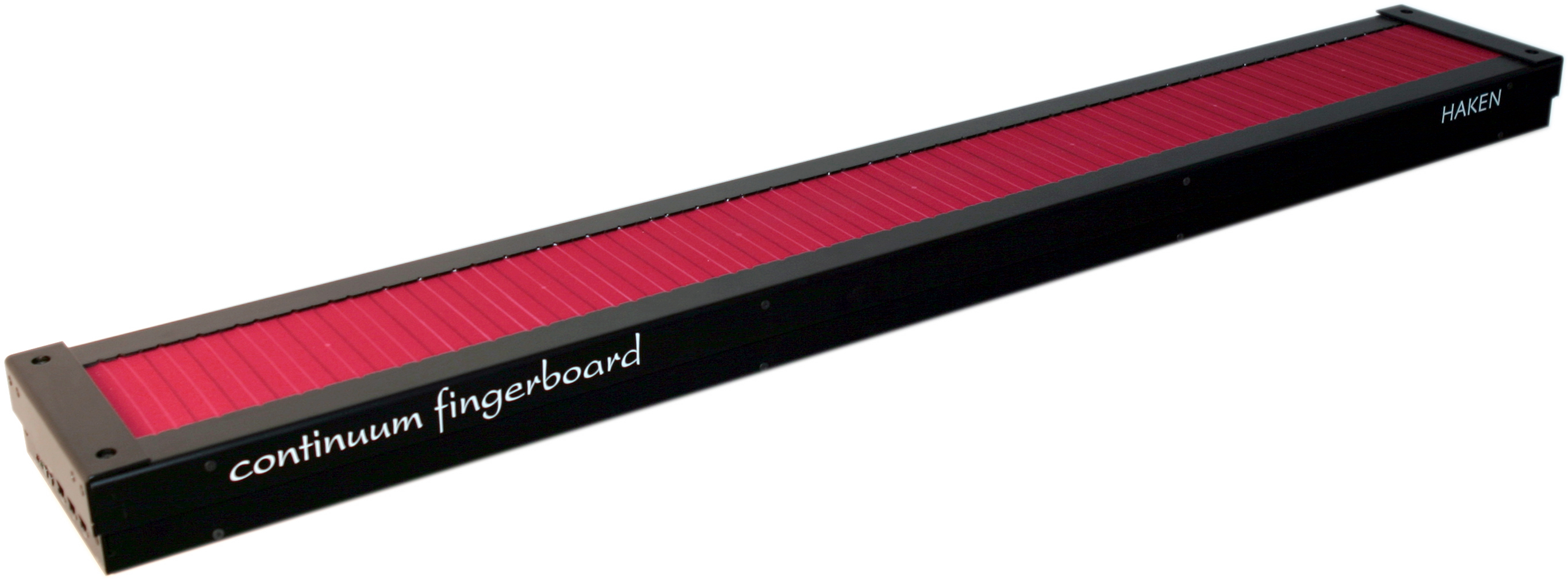
کانتینیوم فینگربورد که در آهنگ‌های «اکتاواریوم» و «پسران قربانی‌شده» از آن استفاده شده است.

آهنگ «ریشهٔ همهٔ بدی‌ها» بخش سوم از قطعهٔ دوازده بخشی مایک پورتنوی است که شامل بخش‌های ششم و هفتم از این قطعه است (Ready و Remove). دو آهنگ «همراه تو ام» و «جواب، دروغ است» کوتاه‌ترین آهنگ‌های آلبوم هستند. کیبوردیست گروه، رودس، آن‌ها را به عنوان ترانه‌های رادیوپسند و عامیانه‌تری می‌نگرد که هنوز هم استایل دریم‌تیتر را در خود می‌بیند. ترانهٔ «جواب، دروغ است» شامل صدای یک زنگ است که برای ۸ بار صدایش طنین‌انداز می‌شود. صدای تپش قلب در پایان ترانهٔ «این دیوارها» ۵۸بار در هر دقیق می‌تپد. نوت پایانی ترانه «وحشتزدگی» ۸بار دیگر نیز پخش می‌شود.
آهنگ «پسران قربانی‌شده» با مدت زمانم بالای ده دقیقه دومین آهنگ بلند آلبوم است. اشعار این آهنگ توسط خوانندهٔ گروه، جیمز لابری، سروده شده‌است که عمدتاً با حملات ۱۱ سپتامبر سروکار دارد. رودس گفته بود که گروه از ساختن و پرداختن به آهنگ‌هایی با موضوع‌های جدی‌تر بجای آهنگ‌های عاشقانه بیشتر لذت می‌برد. لابری اشاره‌ای داشت به اینکه هنگام نوشتن اشعار بحث زیادی شده بود.
ترانهٔ همنام آلبوم، «اکتاواریوم»، با زمان ۲۴ دقیقه بُلندترین آهنگ آلبوم است. گیتایست گروه، جان پتروچی، گفته بود که گروه می‌خواسته یک آهنگ حماسی بسراید که موضوعاً و ریشه‌ای توسعه‌داده شده و می‌خواهد در ضبط آن از ارکستر استفاده کند. گروه تأثیر زیادی از آواهای پراگرسیوگونه از گروه‌هایی مانندِ یِس، پینک فلوید و جنسیس در ساخت این آهنگ گرفته‌است. دیباچهٔ آهنگ تأثیر زیادی از آهنگِ گروه پینک فلوید، «بدرخش ای الماس مجنون»، گرفته‌است که در اجرای آن جردن رودس از یک لپ استیل گیتار و کانتینیوم استفاده کرد. علاوه براین موارد؛ در این آهنگ اشاره‌های به ترانه‌های پراگرسیو راک از گروه هختلف این ژانر نیز می‌شود

### جلد آلبوم

در طراحی جلد آلبوم از گهواره نیوتون الگو گرفته شده است.

طرح جلد این آلبوم توسط Hugh Syme ایجاد شده‌است.تصویرکردن یک گهواره نیوتونی غول‌پیکر از بحث‌های میان او و پورتنوی بیرون آمده بود.در طرح جلد آلبوم اشاره‌های زیادی به عدد هشت و پنج شده‌است که برای اشاره به مفهوم آلبوم است.

## بیرون دادن آلبوم
یک هفته قبل از زمانی که برای انتشار آلبوم زمان‌بندی شده بود؛ مایک پورتنوی انجمن‌های رسمی دریم‌تیتر و هواداران را بست. وبگاه بلبرمتو. کام گزارش داد که این می‌تواند واکنشی برای هرگونه در اینترنتی آلبوم باشد.
اکتاواریوم در ۷ ژوئن ۲۰۰۵ منتشر شد. این آخرین آلبومی بود که گروه به واسطهٔ آتلانتیک رکوردز پس از ۱۴ سال همکاری منتشرش می‌کرد.مایک پورتنوی صحنه‌هایی از نواختن درام در فصول ضبط را با نام دراماواریوم در قالب یک دی‌وی‌دی منتشر کرد.رودس نیز یک نسخه‌ی پیانو از آهنگ «جواب، دروغ است» را در آلبوم سولوی خود در سال ۲۰۰۹ منتشر کرد.آهنگ «وحشت‌زدگی» در بازی ویدئویی راک بند ۲ قرار گرفته بود که در نواختن درام و گیتار به عنوان سخت‌ترین آهنگ درنظرگرفته شده بود.

### بازخوردها
اکتاواریوم در کشورهای فنلاند،سوئیس و ایتالیا تا پنج تای اول بالا آمد،در کشورهای ژاپن ،هلند و نروژ نیز توانست تا ۱۰تای اول بالا بیاید.منتقدین عموماً دید مناسبی به آلبوم داشتند.منتقد بلیسترینگ ،جاستین دانلی، آلبوم را مورد ستایش قرار داد و آن را ملودیک و متنوع و یکی از بهترین ریلیزهای دریم تیتر تا به امروز دانست و آهنگ همنام آلبوم را نمونه‌ی دیگری از دریم تیتر کلاسیک در نظر گرفت.بیلبورد.کام آلبوم را کوشش گروه برای نوشتن ترانه‌های کوتاهتر دانست و آهنگ‌های «ریشه‌ی همه‌ی بدی‌ها»،«این دیوارها» و «همراه تو ام» را تحسین کرد.

## تور
دریم تیتر تور خود در حمایت از اکتاواریوم را در پنجم ژوئن ۲۰۰۵ در اروپا و جشنواره راک سوئد آغاز کرد.گروه تور Gigantour را مشترکاً به همراه گروه مگادث مابین ۲۱ ژوئیه تا سوم سپتامبر در سرتاسر امریکای شمالی هدلاین کرد.کنسرت منترال ضبط صوتی و تصویری شد و به عنوان آلبوم زنده و کنسرت ویدئو به ترتیب در ۲۲ اوت ۲۰۰۶ و ۵ سپتامبر ۲۰۰۶ با نام «Gigantour» منتشر شدند.

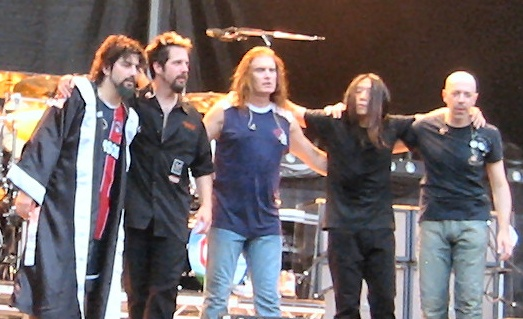
دریم تیتر پس از پایان اجرایش در پاریس ،۲۰۰۵

دریم تیتر دو اجرای پی در پی را در دو شب در شهرهای آمستردام هلند و لندن انجام داد و در این اجراها آلبوم نیمه‌ی تاریک ماه از پینک فلوید را تمام و کمال بازخوانی کرد که در آهنگ «کنسرتی بزرگ در آسمان» از ترسا تامسون ،کسی که پیشینه‌ی ضبط با گروه در آلبوم صحنه‌هایی از یک خاطره را دارد، به عنوان ووکال استفاده کرد. اجرای لندن به صورت آلبوم زنده و ویدئو کنسرت به وسیله YtseJam رکوردزِ مایک پورتنوی در سال ۲۰۰۶ منتشر شد.
گروه آلبوم زنده‌ی ساخت ژاپن از گروه دیپ پرپل را دو بار در شهرهای اکازا و توکیو در ژاپن به‌طور کامل بازخوانی کرد که یکی از این اجراها توسط YtseJam رکوردز در سال ۲۰۰۷ به عنوان یک آلبوم زنده منتشر شد.بمناسبت بیستمین سالگرد تشکیل گروه؛آخرین اجرای این تور در تالار موسیقی رادیو سیتی واقع در شهر نیویورک در یکم آوریل ۲۰۰۶ اجرا شد.در نیمه‌ی دوم این کنسرت دریم تیتر توسط یک گروه ارکستر به رهبری جمشید شریفی همراهی شد؛ این اجرا نیز فیلمبرداری شد و در قالب آلبوم زنده و کنسرت فیلم بیرون داده شد.

## آهنگ‌ها
1. The Root of All Evil (ریشه همه پلیدی‌ها)
2. The Answer Lies Within  (جواب، در درون نهفته است)
3. These Walls (این دیوارها)
4. I Walk Beside You (همراه تو ام)
5. Panic Attack (وحشت‌زدگی)
6. Never Enough (هیچ‌وقت کافی نیست)
7. Sacrificed Sons (پسران قربانی‌شده)
8. Octavarium (هشت‌گون)

## دست‌اندرکاران
دریم تیتر
- جیمز لابری -خواننده
- جان پتروچی - گیتار و خواننده زمینه
- مایک پورتنوی - درام
- جردن رودس - کیبورد، لپ استیل گیتار
- جان میانگ - بیس گیتار